# Ski- und Rodelarena Wasserkuppe
Die Ski- und Rodelarena Wasserkuppe ist das größte Skigebiet der Rhön mit der ersten Sommerrodelbahn der Welt. Es liegt am Nordosthang der 950 Meter über Normalnull hohen Wasserkuppe im hessischen Teil der Rhön. Betreiber der Ski- und Rodelarena war ab der Eröffnung im Jahr 1963 zunächst Josef Wiegand aus Rasdorf, heute (Stand 2019) ist es die Wiegand Erlebnisberge GmbH am gleichen Ort.
Für den Wintersport stehen vier Skilifte und ein Skiförderband, in der schneefreien Zeit zwei parallel verlaufende Sommerrodelbahnen und eine Sommerbobbahn zur Verfügung. Der Schlittenlift Wie-Li ist ganzjährig nutzbar. Die Skiarena liegt auf 720 bis 930 Meter Höhe und gilt aufgrund der Höhenlage als relativ schneesicher. Die Pisten werden bei entsprechender Wetterlage zusätzlich mit Schneekanonen beschneit, so dass das Skigebiet die meisten Betriebstage in Hessen und in der Rhön hat. In der Saison 2005/2006 liefen die Lifte an insgesamt 105 Tagen.
Ein Teil der Pisten und die Rodelpiste sind mit einer Flutlichtanlage ausgestattet, die das Skifahren und Rodeln bis 18 Uhr ermöglicht.

## Geschichte
Der erste Skilift in der Skiarena entstand im Jahre 1963 mit dem Panoramalift. 1969 folgte der Märchenwiesenlift, 1971 der Paradisolift. Im gleichen Jahr wurde eine Flutlichtanlage errichtet. Ab 1973 wurden für die Präparierung der Pisten Pistenraupen eingesetzt, die die handbetriebene Lattenwalze ersetzte. Später kaufte Wiegand den Skilift Abtsroda am Nordwesthang der Wasserkuppe, der seitdem zur Skiliftarena gehört.
Um die Freizeitanlage ganzjährig nutzen zu können, wurde im Jahre 1975 die weltweit erste Sommerrodelbahn mit einer Gesamtlänge von 500 Meter errichtet. Im selben Jahr wurde das Ausflugslokal Märchenwiesenhütte eröffnet. Aufgrund des Erfolgs der neuartigen Sommerrodelbahn gründete Wiegand in Rasdorf einen Produktionsbetrieb für Rodelbahnen, Wasserrutschen und Förderanlagen. Der Betrieb lieferte weltweit über 250 Sommerrodelbahnen aus und beschäftigt heute mehr als 100 Mitarbeiter. Die Sommerrodelbahn wurde im Jahre 1980 auf 600 Meter verlängert.
Nach mehreren milden und schneearmen Wintern in den 1970er-Jahren wurden im Jahre 1981 die ersten beiden Schneekanonen in Betrieb genommen. Im Jahre 1989 wurde eine zweite Sommerrodelbahn mit einer Länge von 700 Metern parallel zur ersten eröffnet und die bereits bestehende Bahn ebenfalls auf 700 Meter verlängert. Im Jahre 1998 wurde das Sommerangebot durch die Errichtung des Rhönbobs, einer weltweit erstmaligen Sommerbobbahn, erweitert und 2005 der Wie-Li, ein Lift für Schlittenfahrer eröffnet. Im Winter 2005/2006 konnte diese erstmals von 30 Transportschlitten  mit jeweils vier Personen genutzt werden. Im selben Jahr entstand mit dem Abtsroda-Verbindungslift die Skischaukel Wasserkuppe. Im Frühjahr 2007 nahm der Hexenbesen, eine Anlage mit hängenden Gondeln für zwei Personen, ihren Betrieb auf. Für Kinder steht seit 2007 der Zauberteppich, ein Förderband neben der Märchenwiesenhütte, zur Verfügung.
Seit August 2012 betreibt Wiegand unweit der Märchenwiesenhütte einen Kletterwald in einem Fichtenwald. Es ist der höchstgelegene Kletterpark in Hessen.

## Anlagen
- Der Panoramalift der Marke Leitner ist ein Doppelschlepplift aus dem Jahr 1963, der bei einer Liftlänge von 516 Metern einen Höhenunterschied von 115 Metern überwindet. Der Lift bedient eine mittelschwere Abfahrt mit 800 Metern Länge und hat eine stündliche Kapazität von maximal 1200 Personen.[2]
- Der Märchenwiesenlift der Marke Leitner ist ein Doppelschlepplift (Baujahr 1969) und überwindet bei einer Liftlänge von 613 Metern einen Höhenunterschied von 110 Metern. Der Lift hat eine leichte Abfahrt mit 600 Metern Länge und eine stündliche Kapazität von maximal 1200 Personen.[3]
- Der Paradisolift der Marke Leitner ist ein Doppelschlepplift (Baujahr 1971) mit einer Länge von 570 Metern, er überwindet einen Höhenunterschied von 90 Metern. Die leichte Abfahrt ist 600 Meter lang.[4]
- Der Wie-Li (Baujahr 2005) ist ein Lift für Schlittenfahrer. Er besteht aus Schienen auf Stelzen, auf denen 30 Wagen für jeweils vier Personen fahren. Der Lift kann auch für Rundfahrten benutzt werden, wobei die Bergaufstrecke 600 und die Bergabstrecke 700 Meter lang ist. Neben dem Lift verläuft eine Winterrodelbahn. Der Lift kann bei der Bergauffahrt als Transportmittel für Schlitten genutzt werden.
- Der Hexenbesen wurde im Herbst 2006 errichtet und hat eine Länge von 300 Metern. Es handelt sich um eine Hängeanlage mit vier Gondeln für jeweils zwei Fahrgäste. Die Gondeln fahren mit einer Geschwindigkeit von 25 Kilometer pro Stunde und umrunden den Kurs in etwa einer Minute.
- Der Zauberteppich ist ein etwa 100 Meter langes Förderband als Aufstiegshilfe.
- Die Sommerrodelbahn besteht aus zwei parallelen Bahnen, die in den Jahren 1975 und 1989 gebaut wurden. Aufgrund der beiden Bahnen können Wettrennen gefahren werden. Die Bahnen haben eine Länge von jeweils 700 Metern; mit den Rodelschlitten können Geschwindigkeiten bis zu 40 Kilometer pro Stunde erreicht werden. Der Bergauftransport geschieht durch den Märchenwiesenlift.
- Der Rhönbob aus dem Jahre 1997 hat eine Länge von 1060 Metern. Auf der Bahn werden bobähnliche Schlitten verwendet, wobei die Bergauffahrt über eine Schleppbahn geschieht.

### Abtsrodalift
Der Abtsrodalift der Marke Stemag ist ein Doppelschlepplift. Er überwindet bei einer Liftlänge von 750 Metern einen Höhenunterschied von 180 Metern für zwei mittelschwere Abfahrten, wovon eine im oberen Teil als schwer eingestuft ist.
- Rhönlift Abtsroda (Länge: 750 Meter, Höhenunterschied: 180 Meter)

| Familienabfahrt: | Länge: 1200 Meter | Schwierigkeit: leicht            |
| Backtrogabfahrt: | Länge: 0900 Meter | Schwierigkeit: mittel bis schwer |
| Harakiri:        | Länge: – Meter    | Schwierigkeit: schwer            |

### Achterbahnen
| Name       | Typ                                   | Hersteller | Eröffnungsjahr | Weblinks |
| ---------- | ------------------------------------- | ---------- | -------------- | -------- |
| Hexenbesen | Familienachterbahn, Suspended Coaster | Wiegand    | 2007           |          |
| Rhönbob    | Alpine-Coaster                        | Wiegand    | 2018           |          |

#### Ehemalige Achterbahnen
| Name    | Typ            | Hersteller | Eröffnungsjahr | Schließungsjahr | Bemerkungen                                   | Weblinks |
| ------- | -------------- | ---------- | -------------- | --------------- | --------------------------------------------- | -------- |
| Rhönbob | Alpine-Coaster | Wiegand    | 1997           | 2018            | War der erste Alpine-Coaster des Herstellers. |          |